# 3419 Guth
A 3419 Guth (ideiglenes jelöléssel 1981 JZ) egy kisbolygó a Naprendszerben. Ladislav Brožek fedezte fel 1981. május 8-án.